# عمل جيد
عمل جيد (بالكورية: 굿잡)؛ هو مسلسل تلفزيوني كوري جنوبي، من بطولة جونغ ال وو، كوون يو-ري. عرض على قناة ENA في 24 أغسطس الى 29 سبتمبر 2022. بث كل يومي الأربعاء والخميس.

## القصة
تدور أحداث المسلسل حول عبقري من عائلة تشايبول، رياضي يعيش حياة معاكسة كمحقق، وامرأة فقيرة ذات شخصية مرحة ولدت برؤية نظر فائقة لكنها تحاول إخفاء قدراتها بارتداء نظارات سميكة.

## طاقم

### رئيسي
- جونغ إيل وو في دور اون سيون-وو[8]
- كون يو-ري في دور دون سي-را[8]

### دور داعم
- ايوم مون-سوك في دور يانغ جين-مو[9]
- سونغ سانغ-اون في دور سا نا-هي[9]
- جو يونغ جين في دور كانغ وان سو[9]
- يون سون وو بدور كانغ تاي جون[10]
- لي جون-هيوك في دور الرئيس هونغ[9]
- هونغ وو جين بدور كيم جاي ها[9]
- تشا راي هيونغ في دور هان كوانغ جي[9]
- شين يون وو في دور لي دونج هي[9]
- شين غو إيون[11]

### ظهور خاص
- كيم جونغ هوا[12]

## المشاهدات
| الموسم | الموسم | رقم الحلقة | رقم الحلقة | رقم الحلقة | رقم الحلقة | رقم الحلقة | رقم الحلقة | رقم الحلقة | رقم الحلقة | رقم الحلقة | رقم الحلقة | رقم الحلقة | رقم الحلقة | المتوسط     |
| الموسم | الموسم | 1          | 2          | 3          | 4          | 5          | 6          | 7          | 8          | 9          | 10         | 11         | 12         | المتوسط     |
| ------ | ------ | ---------- | ---------- | ---------- | ---------- | ---------- | ---------- | ---------- | ---------- | ---------- | ---------- | ---------- | ---------- | ----------- |
|        | 1      | 555        | 445        | 508        | 638        | 453        | 494        | 409        | 575        | 407        | 526        | 453        | 483        | ستُعلن لاحقًا |

| الحلقات | تاريخ البث     | تقييمات "نيلسن كوريا" | تقييمات "نيلسن كوريا" |
| الحلقات | تاريخ البث     | على الصعيد الوطني     | منطقة العاصمة         |
| --- | -------------- | --------------------- | --------------------- |
| 1 | 24 أغسطس 2022  | 2.322%                | 2.205%                |
| 2 | 25 أغسطس 2022  | 2.219%                | 2.124%                |
| 3 | 31 أغسطس 2022  | 2.330%                | 2.383%                |
| 4 | 1 سبتمبر 2022  | 3.175%                | 3.079%                |
| 5 | 7 سبتمبر 2022  | 2.056%                | 2.243%                |
| 6 | 8 سبتمبر 2022  | 2.251%                | 2.456%                |
| 7 | 14 سبتمبر 22   | 2.150%                | 2.586%                |
| 8 | 15 سبتمبر 2022 | 2.853%                | 3.203%                |
| 9 | 21 سبتمبر 2022 | 2.078%                | 2.205%                |
| 10 | 22 سبتمبر 2022 | 2.508%                | 2.545%                |
| 11 | 28 سبتمبر 2022 | 2.130%                | 2.549%                |
| 12 | 29 سبتمبر 2022 | 2.296%                | 2.715%                |
| المعدل |                |                       |                       |
| تُبث هذه الدراما على قناة الكابل / التلفزيون المدفوع الذي عادةً ما يكون جمهورها أصغر نسبيًا مقارنةً بالمحطات التلفزيونية / العامة (KBS ، SBS ، MBC ، EBS). |                |                       |                       |

## الإنتاج

### صناعة
في 20 يوليو 2022 ، أعلن فريق الإنتاج أن المخرج الرئيسي للمسلسل ريو سيونغ جين، سيغير منصبه إلى مبدع وسيعمل على النص لتحسين الجودة الشاملة للمسلسل. يتولى إخراج المسلسل كانغ مين غو كبديلا له. المسلسل من تخطيط كي تي استوديو جاي ني وقناة ENA التابعة لشركة كي تي، المالكة ايضاً لمنصة Seezn ، المسلسل أيضا يصنف ضمن السلاسل الاصلية للمنصة. ، وانتاجه من قبل فريق إتش للإنتاج التابعة لاستوديوهات جي تي بي سي بتعاون مع فريق شركة يين إي أند إم.
يجمع المسلسل بين كون يوري وسونغ إيل وو مرة أخرى اللذان سبق لهما التمثيل معًا في مسلسل الناجح بوسام: سرقة قدر لعام 2021.

### تصوير
أفادت التقارير أنه كان من المقرر أن يبدأ التصوير في أبريل 2022.

### الإصدار
في 22 يوليو 2022 ، تم إصدار أول صورة من القراءة الأولى لسيناريو بجانب الأعلان عن تاريخ العرض الأول، ومن المقرر عرض المسلسل في أغسطس 2022.
في 2 من أغسطس 2022 ، أعلن عن تاريخ العرض الأول، من المقرر عرض المسلسل في 24 أغسطس 2022، كمتابعه لمسلسل المحامية الاستثنائية ليومي الأربعاء والخميس.
في 3 من أغسطس 2022 ، أصدرت شبكة ENA أول عرض تشويقي للمسلسل.

## روابط خارجية
- الموقع الرسمي
 (بالكورية)
- عمل جيد على موقع IMDb (الإنجليزية)
- عمل جيد على موقع قاعدة بيانات الفيلم (الإنجليزية)
- عمل جيد على هانسينما